# Biakoye
Biakoye är ett distrikt i Ghana.   Det ligger i regionen Voltaregionen, i den sydöstra delen av landet, 180 km norr om huvudstaden Accra.